# Costante Girardengo
Costante Girardengo (ur. 18 marca 1893 w Novi Ligure, zm. 9 lutego 1978 w Cassano Spinola) – włoski kolarz szosowy i torowy, srebrny medalista szosowych mistrzostw świata i dwukrotny zwycięzca Giro d’Italia.

## Kariera
Jedyny medal w karierze Costante Girardengo wywalczył w 1927 roku, kiedy zajął drugie miejsce w wyścigu ze startu wspólnego podczas szosowych mistrzostw świata w Nürburgu. W zawodach tych wyprzedził go jedynie jego rodak Alfredo Binda, a trzecie miejsce zajął kolejny reprezentant Włoch Domenico Piemontesi. Największe sukcesy odnosił w latach 1919 i 1923, kiedy zwyciężał w klasyfikacji generalnej Giro d’Italia. Łącznie Girardengo wygrał 30 etapów tego wyścigu, zajmując też drugie miejsce w 1925 roku i szóste w 1913 roku. Dwukrotnie startował w Tour de France, ale w obu przypadkach nie dotarł do mety. Ponadto wygrał między innymi wyścig Rzym-Neapol-Rzym w latach 1913, 1921-1923 i 1925, Mediolan-Turyn w latach 1914, 1915, 1919, 1920 i 1923, Mediolan-San Remo w latach 1918, 1921, 1923, 1925, 1926 i 1928, Giro dell’Emilia w latach 1918, 1919, 1921, 1922 i 1925, Giro di Lombardia w latach 1919, 1921 i 1922, Mediolan-Modena w latach 1919, 1920 i 1928, Giro del Piemonte w latach 1919, 1920 i 1924, Genua-Nicea w 1921 roku, Tour du lac Léman w 1922 roku, Giro di Romagna w latach 1922 i 1926, Giro di Toscana w latach 1922 i 1923, a w latach 1923–1926 był najlepszy w Giro del Veneto. Dziewięciokrotnie zdobywał mistrzostwo Włoch. Startował również na torze, jednak bez większych sukcesów. Nigdy nie wystąpił na igrzyskach olimpijskich. Jako zawodowiec startował w latach 1912–1936.

## Najważniejsze zwycięstwa
- 1914 – Mediolan-Turyn
- 1915 – Mediolan-Turyn
- 1918 – Mediolan-San Remo, Giro dell’Emilia
- 1919 – Giro d’Italia, Giro di Lombardia, Mediolan-Turyn, Giro dell’Emilia
- 1920 – Mediolan-Turyn
- 1921 – Mediolan-San Remo, Giro di Lombardia, Giro dell’Emilia
- 1922 – Giro di Lombardia, Giro dell’Emilia
- 1923 – Giro d’Italia, Mediolan-San Remo, Mediolan-Turyn
- 1925 – Mediolan-San Remo, Giro dell’Emilia
- 1926 – Mediolan-San Remo
- 1927 – wicemistrzostwo świata ze startu wspólnego
- 1928 – Mediolan-San Remo